# Isinya
Isinya är en ort i distriktet Kajiado i provinsen Rift Valley i Kenya.

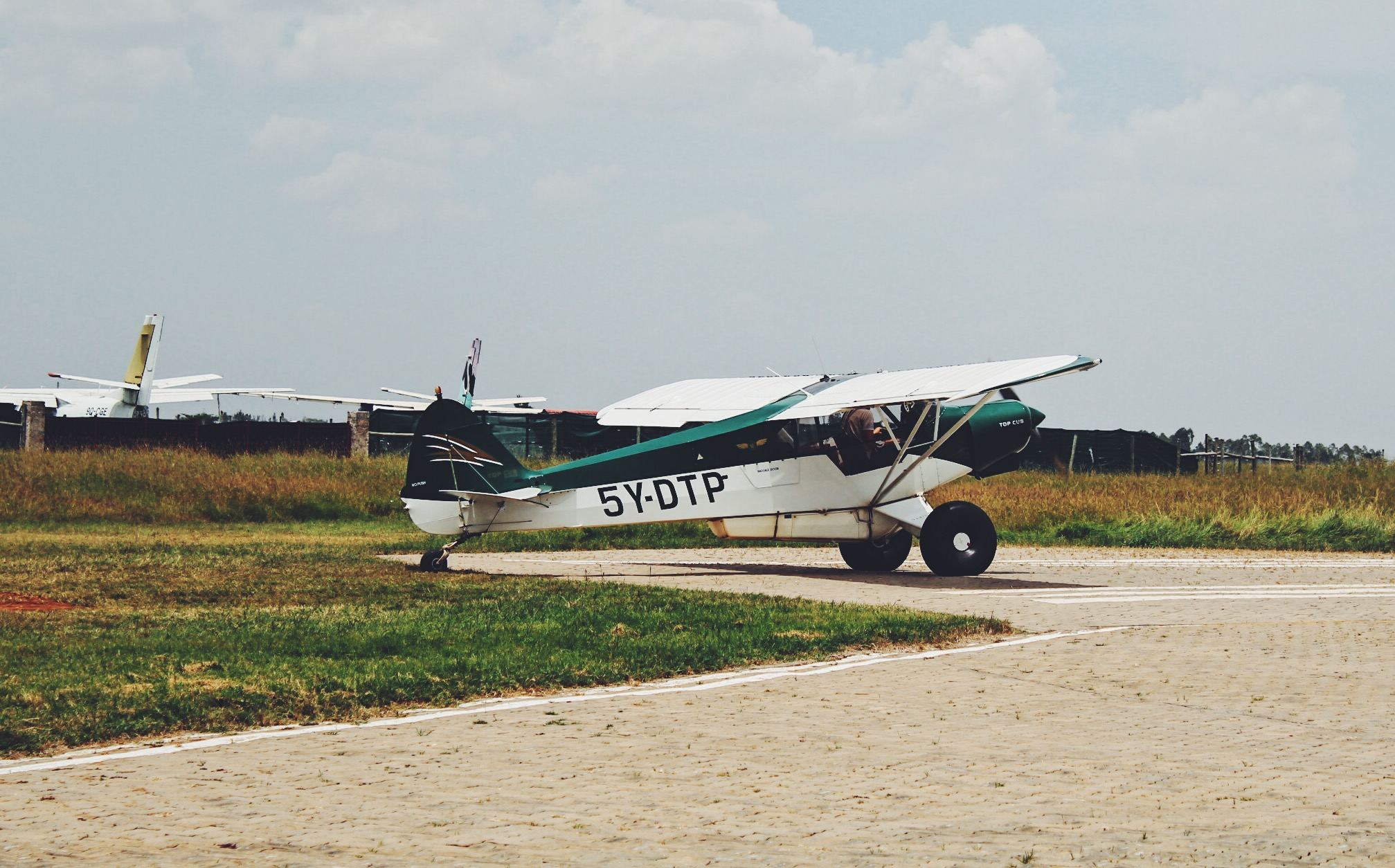
Orly Air Park